# Patrick The Pan
Patrick The Pan, właśc. Piotr Madej (ur. 14 października 1988 w Krakowie) – polski wykonawca muzyki alternatywnej pochodzący z Krakowa. Kompozytor, producent, autor tekstów, piosenkarz, pianista i gitarzysta. O ile Patrick the Pan to projekt od początku jednoosobowy, o tyle na scenie towarzyszy mu zespół, w skład którego wchodzą też Kuba Duda (gitara elektryczna), Wawrzyniec Topa (gitara basowa) oraz Adam Stępniowski (perkusja, sampler).

## Nazwa
Nazwa „Patrick The Pan” (w tłum. z ang. „Patelnia zwana Patrykiem”) powstała z błędu literowego. Choć brzmieniowo przypomina „Piotrusia Pana” (Peter Pan), niewiele ma z nim wspólnego. Piotr Madej wyjaśnił w radiowej Czwórce, że w liceum od pewnej Ukrainki nabył rzeźbiony długopis, który zwykł nazywać Patrykiem („długopis Patrick”, czyli „Patrick the Pen”). Jego ozdobność i łatwość nim pisania spowodowały, że stał się ważnym atrybutem i zarazem alegorią autorskiej muzyki Madeja. Przy produkowaniu debiutanckiej płyty przez pomyłkę muzyk zapisał nazwę „pan” (z ang. „patelnia”) zamiast „pen” („długopis”).

## Życiorys
Patrick the Pan funkcjonuje na polskiej scenie muzycznej od 29 grudnia 2012 roku, kiedy to udostępnił w Internecie swoją debiutancką płytę pt. "Something of an End". Rok później dzięki rekomendacji Artura Rojka, podpisał kontrakt fonograficzny z wytwórnią Kayax, gdzie wydał dwie kolejne płyty: „...niczym jak liśćmi” i „trzy.zero”. Albumy doczekały się wielu pozytywnych recenzji wśród dziennikarzy. Portal Brand New Anthem umieścił płytę „…niczym jak liśćmi” na pierwszym miejscu najlepszych polskich płyt 2015.
Od początku swojej kariery muzycznej Patrick The Pan zagrał na wielu festiwalach takich jak: Off Festiwal w Katowicach, Opener Festiwal w Gdyni (dwukrotnie), Męskie Granie, Opole Songwriters Festival, Olsztyn Green Festiwal, Sacrum Profanum, AlterFest w Mysłowicach, Spring Break w Poznaniu, Slow Life Music Festival w Olsztynie, Off Camera w Krakowie, Green Zoo Festiwal w Krakowie czy Wianki w Krakowie.
W 2013 roku współpracował z kompozytorem muzyki filmowej – Bartoszem Chajdeckim przy muzyce do filmu „Wkręceni” w reżyserii Piotra Wereśniaka. W tym samym roku został zaproszony do zagrania inauguracyjnego koncertu festiwalu Sacrum Profanum u boku Adriana Utleya z brytyjskiej formacji Portishead. Skomponował również i nagrał muzykę do reklam takich firm For.Rest, Hive.
Rok 2014 przyniósł współpracę z Misią Furtak, z którą przygotował muzykę na koncert zamykający międzynarodowy festiwal filmowy Off Camera w Krakowie. W 2015 roku nagrał piosenkę „Niedopowieści” wspólnie z Dawidem Podsiadłą. Piosenka była singlem z płyty „niczym jak liśćmi" i była wielkim sukcesem. Jej teledysk został nagrodzony na festiwalu Yach Film Festiwal w kategorii Plastyczna Aranżacja Przestrzeni.  Znalazła się na wielu listach przebojów, w tym Radiowej Trójki i była obecna na wielu internetowych zestawieniach najlepszych piosenek 2015 roku. Znalazła się m.in. na liście 90 piosenek wszech czasów stworzonej z okazji 90-lecia Radia Kraków. Patrick zaraz potem został zwycięzcą konkursu Peak Up The Sound, dzięki któremu wyjechał wraz z zespołem zagrać koncert dla polskich sportowców zimowych w Rissoul we Francji. Patrick był również nominowany do nagrody Munoludy w kategorii: artysta roku. Oprócz tego skomponował muzykę do spektaklu teatralnego „Rytuał” w reżyserii Iwony Kempy. Spektakl miał premierę na scenie Miniatura teatru im. Juliusza Słowackiego w Krakowie. Spektakl ten zwyciężył w 8 Plebiscycie Publiczności jako Najlepsza Premiera 2015.
W 2016 roku opracował i odegrał na żywo muzykę do Narodowego Czytania w Ogrodzie Saskim w Warszawie. Impreza odbyła się pod patronatem Prezydenta RP. Rok później piosenka „Niedopowieści” znalazła się w reklamie i czołówce serialu TVP „Miasto Skarbów”. Tego samego roku został zaproszony na koncert „Depesze z Jądra ciemności” wieńczący rok Josepha Conrada. Na potrzeby produkcji napisał i wykonał piosenkę inspirowaną prozą Conrada. Całość została wielokrotnie wyemitowana przez takie stacje jak TVP Kultura, TVP1 czy TVP Polonia.
Od 2018 roku współpracuje z Dawidem Podsiadłą jako muzyk koncertowy. Wspólnie zagrali już około 90 koncertów, w tym koncert na Stadionie Narodowym PGE w Warszawie. To również rok, w którym na świat przyszła trzecia płyta Patricka The Pana pt. „trzy.zero”. W tym samym roku wyprodukował płytę Misi Furtak pt. „Co przyjdzie”. Został również jedną z twarzy akcji „Pierwsza doba bez smogu” organizowanej przez ONZ. Wspólnie z takimi gwiazdami jak Magda Gessler, Krzysztof Materna czy Krzysztof Ibisz nagłaśniali problem zanieczyszczonego powietrza w Polsce. W 2019 roku został zaproszony na koncert telewizyjny „Gintrowski – a jednak coś po nas zostanie”, na którym wykonał wraz z orkiestrą symfoniczną autorską piosenkę do tekstu „Wróżba”. Pracował wówczas również jako producent nad debiutancką EP-ką Kaśki Sochackiej „Wiśnia EP”, a także wyprodukował w całości debiutancki album Julii Mii – „To ja – księżyc”.
W roku 2020 został jurorem w Krakowskim Festiwalu Kolęd i Pastorałek (wraz z Elżbietą Zapendowską, Czesławem Mozillem i Mariką). Rozpoczął również produkcję debiutanckiej płyty Kamila Kowalskiego.
Piosenki Patricka The Pana znalazły się na różnych „składankach”, m.in. Poduszkowiec (Eska Rock), Składak (Kayax) czy Młoda Polska (Pomaton), Music for Queers and Queens (Kayax). Występował z takimi artystami jak: Dawid Podsiadło, Smolik, Smolik / Kev Fox, Ralph Kaminski, Zakopower, Artur Rojek, Kaśka Sochacka, Misia Furtak.
15 stycznia 2021 roku pojawił się pierwszy singiel promujący czwartą płytę artysty pt. „Trochę mniej”. Niespełna dwa miesiące później ukazał się kolejny singiel zatytułowany „Porozmawiajmy o emocjach”. Trzecią zapowiedzią wydawnictwa jest singiel, który ukazał się 1 czerwca pt. „Toronto”.

## Dyskografia
Albumy
| Rok  | Dane dot. albumu |
| ---- | --- |
| 2014 | Something of an End - Data: 25 marca 2014 - Wydawca: Kayax - Format: CD, digital download                                                 |
| 2015 | …niczym jak liśćmi - Data: 4 maja 2015 - Wydawca: Kayax - Format: CD, digital download                                                    |
| 2018 | trzy.zero - Data: 31 sierpnia 2018 - Wydawca: Kayax - Format: CD, digital download                                                        |
| 2021 | Miło wszystko - Data: 25 czerwca 2021 - Wydawca: Agora S.A. - Format: CD, digital download                                                |
| 2024 | To nie najlepszy czas dla wrażliwych ludzi - Data: 14 października 2024 - Wydawca: Miło Records - Format: CD, digital download, streaming |

Single
| Rok  | Tytuł                                                        | Album                                      |
| ---- | ------------------------------------------------------------ | ------------------------------------------ |
| 2015 | „Dare”                                                       | …niczym jak liśćmi                         |
| 2015 | „The Ballad of an Elephant” (Sambor Remix)                   | –                                          |
| 2018 | „Imiona tajfunów” gościnnie: Ralph Kaminski                  | trzy.zero                                  |
| 2018 | „O słowach”                                                  | trzy.zero                                  |
| 2018 | „Cham”                                                       | trzy.zero                                  |
| 2021 | „Trochę mniej”                                               | Miło Wszystko                              |
| 2021 | „Porozmawiajmy o emocjach”                                   | Miło Wszystko                              |
| 2021 | „Toronto”                                                    | Miło Wszystko                              |
| 2021 | „Nie chcę psa”                                               | Miło Wszystko                              |
| 2024 | "Ty wiesz (Nie ma co trzymać najlepszych talerzy dla gości)" | To nie najlepszy czas dla wrażliwych ludzi |
| 2024 | "O bzdurach, tatuażach i miłości"                            | To nie najlepszy czas dla wrażliwych ludzi |
| 2024 | "Po Świetle (Wiem, Że Znów Jest 4:00)"                       | To nie najlepszy czas dla wrażliwych ludzi |
| 2024 | "Nie chcę być w Twoim życiu przejazdem"                      | To nie najlepszy czas dla wrażliwych ludzi |

Notowane utwory
| Rok  | Tytuł                                        | Pozycja na liście | Pozycja na liście | Album              |
| Rok  | Tytuł                                        | LP3               | UWM               | Album              |
| ---- | -------------------------------------------- | ----------------- | ----------------- | ------------------ |
| 2015 | „Niedopowieści” (gościnnie: Dawid Podsiadło) | 27                | 10                | …niczym jak liśćmi |

## Nagrody i wyróżnienia
- „Najlepsze polskie płyty 2015 roku” według muzycznego portalu BrandNewAnthem.pl za album …niczym jak liśćmi: miejsce 1[36]